# Jerzy Sylwester Muszyński
Jerzy Sylwester Muszyński (ur. 31 grudnia 1887 w Warszawie, zm. 2 października 1957 we Wrocławiu) – podpułkownik dyplomowany intendent Wojska Polskiego, starosta w II Rzeczypospolitej.

## Życiorys
Urodził się 31 grudnia 1887 jako syn Piotr i Eleonory.
Po wybuchu I wojny światowej wstąpił do Legionów Polskich. Od 6 sierpnia 1914 do 20 kwietnia 1915 służył w V batalionie I Brygady, następnie w szeregach 5 pułku piechoty w składzie III Brygady do rozwiązania legionów. Po kryzysie przysięgowym był oficerem Polskiego Korpusu Posiłkowego. Po odzyskaniu przez Polskę niepodległości został przyjęty do Wojska Polskiego. Został awansowany do stopnia majora intendentury ze starszeństwem z dniem 1 czerwca 1919. W latach 20. był oficerem w Departamencie (VII) Intendentury Ministerstwa Spraw Wojskowych, w tym w 1923 kierownikiem referatu. Został awansowany do stopnia podpułkownika intendentury ze starszeństwem z dniem 15 sierpnia 1924. W międzyczasie od 1 listopada 1924 do 1926 kształcił się na francuskiej uczelni wojskowej École Supérieure de Ľintendance w Paryżu. Został polskim absolwentem tej uczelni uzyskując tytuł oficera dyplomowanego. Od stycznia 1927 do listopada 1928 pracował w Ministerstwie Spraw Wojskowych. Z dniem 30 listopada 1928 został przeniesiony w stan spoczynku. W 1934 jako podpułkownik przeniesiony w stan spoczynku pozostawał wówczas w ewidencji Powiatowej Komendy Uzupełnień Tarnopol.
Wstąpił do służby państwowej II Rzeczypospolitej. W kwietniu 1931 został mianowany starostą prowizorycznym powiatu zbaraskiego. Od marca 1932 do lutego 1933 był starostą tego powiatu. Od lutego 1933 był starostą powiatu czortkowskiego. Z tego stanowiska został przeniesiony w 1937 na urząd starosty powiatu stanisławowskiego. Te ostatnią funkcję pełnił do września 1939.
Zmarł 2 października 1957. Został pochowany na cmentarzu Powązkowskim w Warszawie (kwatera N-1-18/19).

## Odznaczenia
- Krzyż Niepodległości
- Krzyż Walecznych